# Sébécourt
Sébécourt är en kommun i departementet Eure i regionen Normandie i norra Frankrike. Kommunen ligger i kantonen Conches-en-Ouche som tillhör arrondissementet Évreux. År 2022 hade Sébécourt 462 invånare.

## Befolkningsutveckling
Antalet invånare i kommunen Sébécourt
Referens:INSEE